# Ренато Аугусто
Ренато Соарес де Оливеира Аугусто, познатији као Ренато Аугусто (Рио де Жанеиро, 8. фебруар 1988) бразилски је професионални фудбалер који тренутно игра за Коринтијанс.

## Каријера

### Репрезентација
За репрезентацију Бразила заиграо је 2011. године. Одиграо је 31 утакмицу и дао је 6 голова.
| Репрезентација | Година | Утакмице | Голови |
| -------------- | ------ | -------- | ------ |
| Бразил         |        |          |        |
| 2011           | 3      | 0        |        |
| 2015           | 2      | 1        |        |
| 2016           | 12     | 4        |        |
| 2017           | 10     | 0        |        |
| 2018           | 5      | 1        |        |
| Укупно         | Укупно | 32       | 6      |

|    | Датум              | Стадион                                     | Противник | Гол | Резултат | Такмичење                                |
| -- | ------------------ | ------------------------------------------- | --------- | --- | -------- | ---------------------------------------- |
| 1. | 17. новембар 2015. | Итајпава Арена Фонте Нова, Салвадор, Бразил | Перу      | 2–0 | 3–0      | Квалификације за Светско првенство 2018. |
| 2. | 25. март 2016.     | Итајпава Арена Пернамбуко, Ресифе, Бразил   | Уругвај   | 2–0 | 2–2      | Квалификације за Светско првенство 2018. |
| 3. | 8. јун 2016.       | Кемпинг арена, Орландо, САД                 | Хаити     | 3–0 | 7–1      | Копа Америка                             |
| 4. | 8. јун 2016.       | Кемпинг арена, Орландо, САД                 | Хаити     | 6–1 | 7–1      | Копа Америка                             |
| 5. | 15. новембар 2016. | Естадио Национал де Лима, Лима, Перу        | Перу      | 2–0 | 2–0      | Квалификације за Светско првенство 2018. |
| 6. | 6. јул 2018.       | Казањ арена, Казањ, Русија                  | Белгија   | 1–2 | 1–2      | Светско првенство 2018.                  |